# ترلانو
ترلانو (به ایتالیایی: Terlano) یک منطقهٔ مسکونی در ایتالیا است که در تیرول جنوبی واقع شده‌است.

## خصوصیات
ترلانو ۱۸٫۷ کیلومترمربع مساحت و ۴٬۱۲۸ نفر جمعیت دارد و ۲۵۰ متر بالاتر از سطح دریا واقع شده‌است.